# South Eastern Metropolitan Tramways
Die South Eastern Metropolitan Tramways Company (SEMT) war ein Betreiber von Pferdebahnen im Südosten Londons im Rahmen des größeren Netzes der Straßenbahn London. Die Gesellschaft betrieb von 1890 bis 1902 eine vier Kilometer lange Strecke von Greenwich über Lewisham nach Catford.

## Geschichte
Bereits am 14. Juli 1884 hatte eine Bahngesellschaft die Konzession für den Bau und Betrieb einer Strecke von der London Street (heute Greenwich High Road) in Greenwich durch die South Street (heute Greenwich Street), Lewisham Road, Lewisham High Street und Rushey Green nach Catford erhalten, ließ sie jedoch verfallen, ohne dass Bauarbeiten stattgefunden hätten. 1888 erhielt schließlich die South Eastern Metropolitan Tramways Company eine Konzession für diese Strecke und eröffnete sie am 11. Oktober 1890. Vorstandsvorsitzender der Gesellschaft war James Toleman, der später zum Namensgeber einer ungewöhnlichen Dampflokomotive wurde. Die Strecke war eingleisig mit Ausweichen und wurde vom Tiefbauunternehmen Westwood and Winby in Normalspur gebaut. Das Depot der Bahn befand sich in der Nähe der Endstelle in Catford, die am Black Horse Inn (Ecke Catford Broadway) lag.
Gemäß dem Straßenbahngesetz von 1870 hatten 21 Jahre nach Konzessionserteilung Gemeinden das Recht, alle Straßenbahnen auf ihrem Gebiet zu kaufen. Dies wäre bei der SEMT erst 1909 der Fall gewesen. 1900 erhielt die Gesellschaft die Genehmigung zur Elektrifizierung der Strecke mit Unterleitung, konnte jedoch die finanziellen Mittel hierfür nicht aufbringen. Man entschloss sich daher, bereits vor Ablauf der Frist den Ankauf durch den London County Council anzustreben, der am 1. April 1902 vollzogen wurde. Von 1906 bis 1908 wurde die Strecke schließlich elektrifiziert.

## Fahrzeuge
Für den Betrieb standen zehn zweispännige, doppelstöckige Pferdebahnwagen zur Verfügung, die mit 46 Längssitzen ausgestattet waren. Das Oberdeck war offen. Gebaut wurden sie von der North Metropolitan Tramways Company in deren eigenen Werkstätten.